# Вішен Лак'яні
Вішен Лак’яні  (англ. Vishen Lakhiani, нар. 14 січня, 1976)  – підприємець, письменник, спікер, активіст. Відомий як засновник та керівник Mindvalley та A-Fest, а також автор книги-бестселера «Код винятковості. Живи за власними правилами».

## Ранні роки
Вішен народився й виріс в Куала-Лумпурі, Малайзія. За його словами, він був незграбною дитиною, з поганим зором, з поганою шкірою, ще й синдромом Аспергера. 
Шкільні роки для малого Лак’яні здавалися пеклом. Шкільну малайзійську систему (у якій не було місця для творчості та креативного мислення), він ледве витримував. 
Проте саме цей короткий, водночас жахливий, досвід навчання у державній школі дав йому поштовх, що варто щось змінювати, розвивати освіту за межами застарілих моделей навчання, створити нову систему, яка дасть людям можливість ставати кращою версією самих себе.
Після закінчення середньої школи, Лак’яні переїхав до Сполучених Штатів, де вивчав комп’ютерну інженерію в Мічиганському університеті. Тут він також ледве закінчив навчання, адже зрозумів, що це зовсім не для нього.

## Підприємницька діяльність
Вішен Лак’яні заснував кілька відомих компаній, зокрема: 
Mindvalley - електронне видавництво, що випускає програми особистісного зростання, освіти, духовного розвитку, а також займається розробкою програмного забезпечення для онлайн навчання (наприклад, мобільний додаток Omvana). 
Dealmates - малайзійський сайт електронної торгівлі, який був заснований спільно з компанією Patrick Grove і є спільним підприємством Catcha Group і Mindvalley [Архівовано 30 серпня 2018 у Wayback Machine.].

## Видавнича діяльність
У травні 2016 року видавництво Rodale, Inc видало книгу Вішена «The Code of the Extraordinary Mind» англійською мовою. В 2019 році посібник було перекладено та опубліковано українською мовою видавництвом Наш Формат.
У книзі «Код винятковості. Живи за власними правилами» автор пропонує власну 10-крокову систему звільнення від переконань, нав'язаних суспільством. Видання посіло 10 місце у списку бестселерів за версією «New York Times».

## Додатково
Вішен Лак’яні є засновником фестивалю особистісного зростання для підприємців A-fest, який вперше пройшов в 2009 році в Коста-Риці.
Також він є членом інноваційної ради фонду X Prize (підтримки революційних інновацій, що можуть докорінно змінити життя всього людства).

## Переклад українською
- Вішен Лак'яні. Код винятковості. Живи за власними правилами / пер. Наталія Валевська. — К.: Наш Формат, 2019. — ISBN  978-617-7682-52-2.